# Kalcijev hidrid
Kalcijev hidrid je kemična spojina s formulo CaH2. Ta siv prašek (če je čist bel, kar je redko) močno reagira z vodo vodikovega plina. CaH2 se tako uporablja kot sušilno sredstvo, tako imenovano sušilo.
CaH2 je slan hidrid, kar pomeni, da je njegova struktura podobna soli. Alkalijskih kovin in zemljoalkalijskih kovin vse oblike slanih hidride. Zelo znan primer je natrijev hidrid, ki ckristalizira v NaCl. Te vrste so netopne v vseh topilih, s katerimi se ne odzovejo, saj so se razširile strukture CaH2.
Kalcijev hidrid je možen vir vodika za gorivne celice.